# نظرية الدومينو

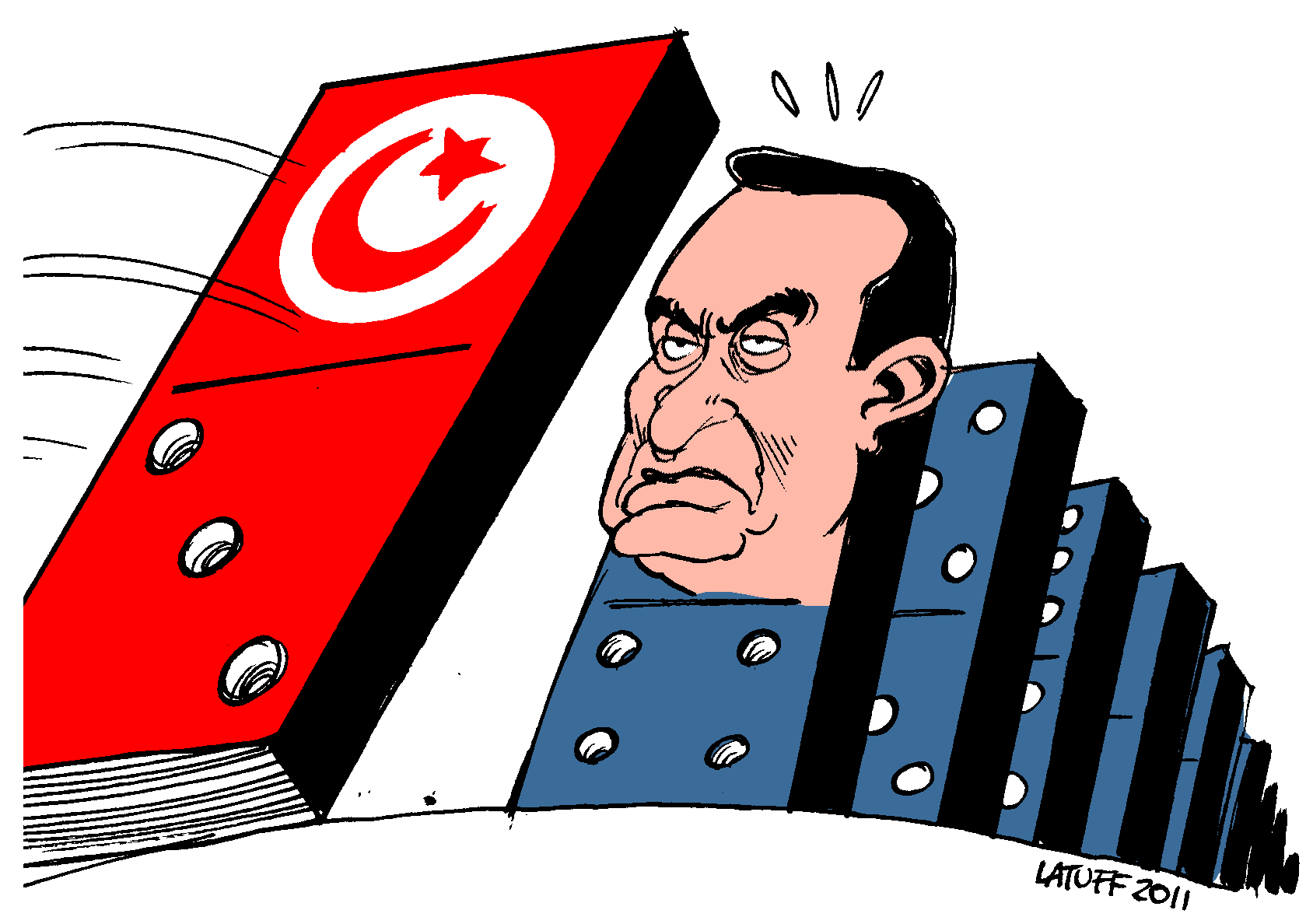
رسم هزلي لكارلوس لطّوف يبيّن تأثير الدومينو خلال الثورات العربية

نظرية الدومينو هي نظرية جيوسياسية برزت في الولايات المتحدة منذ خمسينيات حتى ثمانينيات القرن العشرين. افترضت النظرية أنه إذا وقعت دولة واحدة في منطقة ما تحت تأثير الشيوعية، فإن الدول المجاورة ستقع مثلها وفقًا لتأثير الدومينو. استخدمت الإدارات الأمريكية المتعاقبة نظرية الدومينو خلال الحرب الباردة لتبرير الحاجة إلى التدخل الأمريكي حول العالم.

## الحجج المؤيدة لنظرية الدومينو
يتمثل الدليل الأساسي لنظرية الدومينو بانتشار الحكم الشيوعي في ثلاث دول في جنوب شرق آسيا في عام 1975، وذلك بعد الاستيلاء الشيوعي على فيتنام: جنوب فيتنام (من قبل فيت كونغ)، لاوس (من قبل الباثيت لاو)، وكمبوديا (من قبل الخمير الحمر). يمكن الحديث أيضًا عن عدم نجاح الحملات الشيوعية في جنوب شرق آسيا، وذلك قبل الانتهاء من الاستيلاء على فيتنام قبل خمسينيات القرن الماضي. ذُكِرت أيضًا الطوارئ المالايوية (حرب عصابات)، وتمرد هوكبالاهاب في الفلبين، وتعاون أحمد سوكارنو الإندونيسي المتزايدة مع الشيوعيين منذ أواخر خمسينيات القرن العشرين حتى الإطاحة به في عام 1967. فشلت كل هذه المحاولات الشيوعية للسيطرة على دول جنوب شرق آسيا، والتي انتهت بعد استمرار تركيز الشيوعيين في فيتنام.
جادل والت ويتمان روستو ورئيس وزراء سنغافورة آنذاك لي كوان يو بأن تدخل الولايات المتحدة في الهند الصينية، من خلال منح دول الآسيان الوقت لتوطيد النمو الاقتصادي والانخراط فيه، منع تأثير الدومينو على نطاق أوسع. قال لي كوان يو في لقائه مع الرئيس جيرالد فورد وهنري كيسنجر في عام 1975: «تميل رغبة الكونغرس الأمريكي لعدم تصدير الوظائف، ولكن علينا أن نحصل على تلك الوظائف إذا أردنا إيقاف الشيوعية. انتهينا من الانتقال من العمالة البسيطة إلى العمالة الماهرة الأكثر تعقيدًا. سيؤدي توقيفنا لهذه العملية إلى ضرر أكبر مما يمكنكم إصلاحه بالمساعدة، فلذلك لا تقطعوا الواردات من جنوب شرق آسيا».
جادل ماكجورج بندي بأن احتمالات تأثير الدومينو، على الرغم من ارتفاعها في خمسينيات وأوائل ستينيات القرن العشرين، ضعفت في عام 1965 عندما دُمِّر الحزب الشيوعي الإندونيسي بوساطة فرق الموت في الإبادة الجماعية في إندونيسيا. يعتقد المؤيدون أن الجهود خلال فترة الاحتواء (أي نظرية الدومينو) أدت في النهاية إلى زوال الاتحاد السوفيتي وانتهاء الحرب الباردة.
يلاحظ بعض مؤيدي نظرية الدومينو تاريخ الحكومات الشيوعية التي تقدم المساعدة للثوار الشيوعيين في البلدان المجاورة؛ فزودت الصين مثلًا فيت مين (اتحاد استقلال فيتنام) ولاحقًا الجيش الفيتنامي الشمالي بالقوات والإمدادات، وزودهم الاتحاد السوفيتي بالدبابات والأسلحة الثقيلة. قدمت حقيقة وجود باثيت لاو والخمير الحمر في الأصل كجزء من فيت مين، ناهيك عن دعم هانوي لكليهما بالتزامن مع فيت كونغ، المصداقية لهذه النظرية. زود الاتحاد السوفيتي أيضًا سوكارنو بالإمدادات العسكرية والمستشارين بشكل كبير منذ انتشار الديمقراطية الموجهة في إندونيسيا، وخاصة أثناء وبعد الحرب الأهلية في عام 1958 في سومطرة.
كتب اللغوي والمنظر السياسي نعوم تشومسكي أنه يعتقد أن نظرية الدومينو دقيقة تقريبًا، وذلك على الرغم من إضافته مزيدًا من الإيجابية على التهديد، إذ كتب أن الحركات الشيوعية والاشتراكية أصبحت شائعة في البلدان الفقيرة لأنها أدخلت تحسينات اقتصادية على تلك البلدان التي استولوا فيها على السلطة. انطلق تشومسكي من ذلك، وكتب بأن الولايات المتحدة بذلت الكثير من الجهد لقمع ما يُطلق عليه اسم «الحركات الشعبية» في تشيلي، وفيتنام، ونيكاراغوا، ولاوس، وغرينادا، والسلفادور، وغواتيمالا وبعض البلدان الأخرى. قال أيضًا: «كلما كان البلد أضعف وأفقر، كلما كان أكثر خطورة كمثال. سيسأل أي بلد لديه موارد أكثر: ما الذي يمنعنا من ذلك؟ إذا تمكنت دولة فقيرة صغيرة مثل غرينادا من النجاح في تحقيق حياة أفضل لشعبها». يشير تشومسكي إلى هذا على أنه «تهديد مثال جيد».

## وصلات خارجية
- نظرية التوازنات، موسوعة مقاتل، تاريخ الولوج 14 أبريل 2011
- نظرية الدومينو الأميركية لم تثبت صحتها حتى الآن، وكالة أنباء المستقبل، 6 مارس 2011
- هل هي نظرية الدومينو؟، البيان، 1 مارس 2011